# 瓜魯雅
23°59′37″S 46°15′23″W / 23.99361°S 46.25639°W

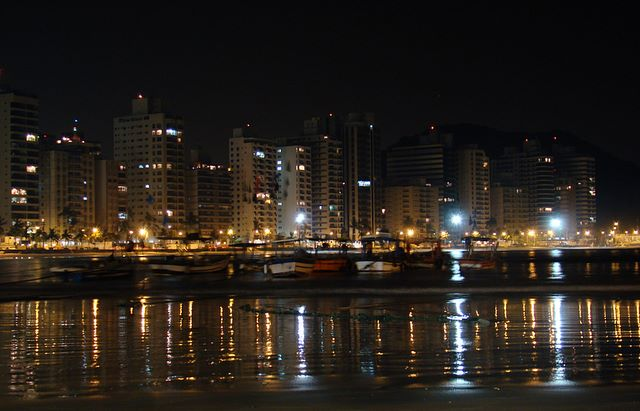
瓜魯雅

瓜魯雅（葡萄牙語：Guarujá）是巴西的城市，位於該國東南部，由聖保羅州負責管轄，距離桑托斯10公里，始建於1934年6月19日，面積142.5平方公里，海拔高度4米，受熱帶氣候影響，2007年人口296,150。

## 外部連結
- City Hall page （页面存档备份，存于）
- Hotels in Guarujá - Find hotels, restaurants, bars and useful links about Guarujá / SP
- Encontra Guarujá - Find everything about Guarujá city （页面存档备份，存于）